# Zostérops à lunettes noires
Zosterops emiliae
Espèce
Statut de conservation UICN

 LC  : Préoccupation mineure
Synonymes
- Chlorocharis emiliae

Le Zostérops à lunettes noires (Zosterops emiliae) ou Zostérops à cerne noir  est une espèce de passereau de la famille des Zosteropidae. Seulement récemment reconnu comme faisant partie du genre Zosterops, il est endémique des montagnes de Bornéo.

## Dénomination
Le nom Zostérops est issu du grec ζωστήρ (zoster) signifiant « ceinture » et ὤψ (ops) signifiant « œil », en référence au cercle blanc qui entoure habituellement les yeux de sa famille. Le qualificatif « à cerne noir » se refère à son aspect, tandis que le nom latin emiliae vient de Émilie Hose, la femme du naturaliste Charles Hose.

## Description
Le Zostérops à lunettes noires mesure entre 11 et 12 cm. De couleur vert-olive plutôt sombre, ses yeux sont cerclés de noir, sans présenter le cercle oculaire blanc caractéristique des zostérops. Ses lores sont également noirs, et le cercle noir est entouré d'une zone plus jaune ; ses dessous sont légèrement plus clairs que son dos, et deviennent plutôt jaunes vers l'arrière. Son bec est marron et orange-jaunâtre, tandis que ses pattes sont jaune-brun sombre.

## Répartition et habitat

### Répartition
Le Zostérops à lunettes noires est endémique de l'île de Bornéo ; on le trouve dans les montagnes de la partie nord de l'île, incluant le Mont Kinabalu (ou il est plutôt commun).

### Habitat
On le trouve principalement à haute altitude, notamment dans les bruyères, voire dans les zones rocailleuses ; on peut le trouver à partir de 1 600 m (occasionnellement jusqu'à 1 250 m), jusqu'à 4 000 m d'altitude,.

## Écologie et comportement

### Alimentation
Le Zostérops à lunettes noires se nourrit principalement d'insectes, et plus rarement de plantes, incluant des fruits et du nectar.

### Reproduction
Il se reproduit typiquement entre février et septembre. Son nid est un bol assez compact fait d'herbes et de racines, construit dans les branches d'un arbre. Les détails de son cycle de reproduction ne sont pas connus.

## Systématique
Le Zostérops à lunettes noires a été décrit pour la première fois par Richard Bowdler Sharpe en 1888, sous le nom Chlorocharis emiliae.
Il est actuellement divisé en 4 sous-espèces dans la classification de référence du Congrès ornithologique international (24 mars 2024), :
- Z. e. emiliae  (Sharpe, 1888) : La sous-espèce nominale. Vit sur les monts Mont Tambuyukon et Kinabalu, dans le nord de Bornéo.
- Z. e. trinitae  (Harrisson ,1957) : Vit sur le Mont Trusmadi (en). Plus clair et jaune que emiliae, avec un ventre presque entièrement jaune.
- Z. e. fusciceps  (Mees, 1954) [6]: Vit dans les montagnes entre le nord-est de Sarawak et le sud-est de Sabah (dans le nord de Bornéo). Similaire à moultoni, mais possède un front et une couronne sépia sombre.
- Z. e. moultoni  (Chasen & Kloss, 1927) : Vit dans l'ouest de Sarawak et le nord-ouest de Kalimantan[7]. Plus petit qu'emiliae, avec une queue plus courte, et globalement plus clair et jaune ; possède notamment un sourcil marqué.

Les populations de Zostérops à lunettes noires sont séparées sur différentes montagnes, principalement en raison de leur habitat spécifique ; cette séparation est également observée chez d'autres espèces de Bornéo mais n'est pas encore bien comprise ; elle a probablement été marquée par les différentes ères glaciaires, durant lesquelles son habitat s'étendait à plus basse altitude. Les analyses phylogénétiques montrent une séparation claire entre les populations de Sabah (emiliae et trinitae) et de Sarawak (moultoni et fusciceps), datant d'environ 1 million d'années,. Il existe également une séparation plus marquée entre la population du Mont Pueh (en) (redécouverte en 2012) et le reste du groupe de Sarawak.
Sa place dans le genre Zosterops n'est reconnue que depuis 2018, à la suite d'une étude phylogénétique sur les zostérops d'Asie de l'Est, qui confirme des travaux antérieurs qui montraient déjà sa proximité avec les zostérops en 2009. En particulier, il est proche du Zostérops du Japon et du Zostérops de Swinhoe.

## Le Zostérops à lunettes noires et l'humain

### Conservation
Il est classé comme une « préoccupation mineure » par l'UICN (24 mars 2024) bien que sa population soit mal connue, car il est supposément commun ; on estime cependant que sa population est en diminution.